# Hilda Breda
Hilda Breda Assumpção (1952) é atriz brasileira, fundadora do Grupo Cênico Regina Pacis, juntamente com Antonino Assumpção. Hilda Breda é considerada a primeira-dama do teatro de sua cidade natal, São Bernardo do Campo.

## Biografia
Hilda Breda fundou, juntamente com seu marido Antonino Assumpção, o premiado grupo teatral Regina Pacis.